# Lisiče
Lisiče (makedonska: Лисиче) är en ort i Nordmakedonien.   Den ligger i kommunen Čaška, i den centrala delen av landet, 40 kilometer söder om huvudstaden Skopje. Lisiče ligger 363 meter över havet och antalet invånare är 329.